# ماريون بيغز
ماريون بيغز هو سياسي أمريكي، ولد في 2 مايو 1823، وتوفي في 2 أغسطس 1910. نشط حزبياً في الحزب الديمقراطي. وقد انتخب عضو جمعية ولاية كاليفورنيا ‏ وانتخب عضو مجلس النواب الأمريكي ‏.